# Athyrma elegantula
Athyrma elegantula är en fjärilsart som beskrevs av Walter Karl Johann Roepke 1938. Athyrma elegantula ingår i släktet Athyrma och familjen nattflyn. Inga underarter finns listade i Catalogue of Life.